# Lancia Omicron
Lancia Omicron es un camión de carga fabricado para el transporte de materiales o pasajeros (según la configuración) y producido por el fabricante Italiano Lancia Veicoli Industriali. Fue lanzado al mercado en 1927 y se comercializó hasta 1936, en sustitución del modelo Lancia Eptajota.

## Características principales
En 1927 Lancia decidió diseñar un chasis totalmente nuevo, moderno, ideal para carrocerías de tipo autobús urbanos y suburbanos; así nace el modelo Omicron, equipado con un nuevo motor de 6 cilindros en línea y 7.069 cm³ (100 mm de diámetro y 150 mm de carrera) capaz de generar casi 92 hp de potencia a 1600 rpm. La principal característica de este modelo era la colocación del puente central de lado para reducir lo más posible la altura del pasillo central del vehículo.
El Omicron se construyó en versiones de corta distancia entre ejes (512.5 cm) y distancia entre ejes larga (592 cm). En 1929, después de los primeros doscientos ejemplares, el sistema de frenado se completó con un servofreno de vacío (tipo Dewandre) para reducir la tensión aplicada al pedal. A pesar de un consumo muy alto, el Omicron tuvo bastante éxito (601 ejemplares desde 1927 hasta 1936), en gran parte debido a la bien merecida reputación de vehículo fiable. La calidad del Omicron también conquistó los mercados extranjeros, así por ejemplo, algunos modelos equipados para transporte de personas, fueron utilizadas para un servicio regular de traslado a través del Sáhara entre Argelia y Malí.